# Havelange
Pour les articles homonymes, voir Havelange (homonymie).
Cet article possède un paronyme, voir Hovelange.
Havelange (wallon : Havlondje) est une commune francophone de Belgique située en Région wallonne dans la province de Namur, ainsi qu’une localité où siège son administration.

## Géographie

### Composition
À la suite de la fusion des communes de janvier 1977, la commune de Havelange est composée des villages de Barvaux-Condroz, Flostoy, Jeneffe, Maffe, Méan, Miécret, Porcheresse, Verlée et de Havelange. Les hameaux de Bormenville, Failon, Gros-Chêne, de Montegnet et d'Ossogne font aussi partie de l'entité.

### Sections
| # | Nom             | Superficie. (km²) | Habitants (2020) | Habitants par km² | Code INS |
| - | --------------- | ----------------- | ---------------- | ----------------- | -------- |
| 1 | Havelange       | 17,83             | 1.790            | 100               | 91064A   |
| 2 | Verlée          | 6,77              | 182              | 27                | 91064B   |
| 3 | Maffe           | 7,55              | 496              | 66                | 91064C   |
| 4 | Méan            | 9,01              | 489              | 54                | 91064D   |
| 5 | Barvaux-Condroz | 18,88             | 456              | 24                | 91064E   |
| 6 | Porcheresse     | 10,03             | 245              | 24                | 91064F   |
| 7 | Jeneffe         | 5,40              | 382              | 71                | 91064G   |
| 8 | Miécret         | 6,64              | 717              | 108               | 91064H   |
| 9 | Flostoy         | 22,64             | 480              | 21                | 91064J   |

### Communes limitrophes
| Gesves Ohey | Clavier     |             |
| Hamois      | Havelange   | Somme-Leuze |
|             | Somme-Leuze |             |

## Population et évolution du nombre d'habitants

### Démographie: Avant la fusion des communes
- Source: DGS recensements population

### Démographie: Commune fusionnée
En tenant compte des anciennes communes entraînées dans la fusion de communes de 1977, on peut dresser l'évolution suivante:
Les chiffres des années 1831 à 1970 tiennent compte des chiffres des anciennes communes fusionnées.
- Source: DGS , de 1831 à 1981=recensements population; à partir de 1990 = nombre d'habitants chaque 1 janvier[1]

## Héraldique
|  | La ville possède des armoiries. Blasonnement : D'azur à la croix d'or. Source du blasonnement : Heraldy of the World. |

## Politique et administration

### Conseil et collège communal 2024-2030
Ci-dessous, le tableau des résultats des élections communales de 2024.
| Parti | Parti    | Voix (2024) | Voix (2018) | % (2024) | % (2018) | +/-    | Sièges  | +/-  | Collège |
| ----- | -------- | ----------- | ----------- | -------- | -------- | ------ | ------- | ---- | ------- |
|       | ECOLO    | 792         | 753         | 22,71%   | 21,80%   | 0.91 % | 3 / 17  | 0.0  | Non     |
|       | Ensemble | 1.829       | -           | 52,45%   | -        | 0.0 %  | 10 / 17 | 10.0 | Oui     |
|       | HeV      | 866         | -           | 24,84%   | -        | 0.0 %  | 4 / 17  | 4.0  | Non     |
|       | H2018    | -           | 1.266       | -        | 36,65%   | 0.0 %  | - / 17  | 6.0  | Non     |
|       | HAV'ENIR | -           | 1.435       | -        | 41,55%   | 0.0 %  | - / 17  | 8.0  | Non     |
| Total | Total    | 3 487       | 3 454       | 100 %    | 100 %    |        | 17      |      |         |

| Collège communal  |                   |                        |
| ----------------- | ----------------- | ---------------------- |
| Bourgmestre       | Nathalie Demanet  | MR - Ensemble          |
| 1er Échevin       | Frank Mallieu     | MR - Ensemble          |
| 2e Échevine       | Aurélie Brouir    | Les Engagés - Ensemble |
| 3e Échevin        | Gilles Ramelot    | MR - Ensemble          |
| 4e Échevin        | André-Marie Gigot | Les Engagés - Ensemble |
| Président du CPAS | Renaud Dellieu    | PS - Ensemble          |

## Patrimoine et culture

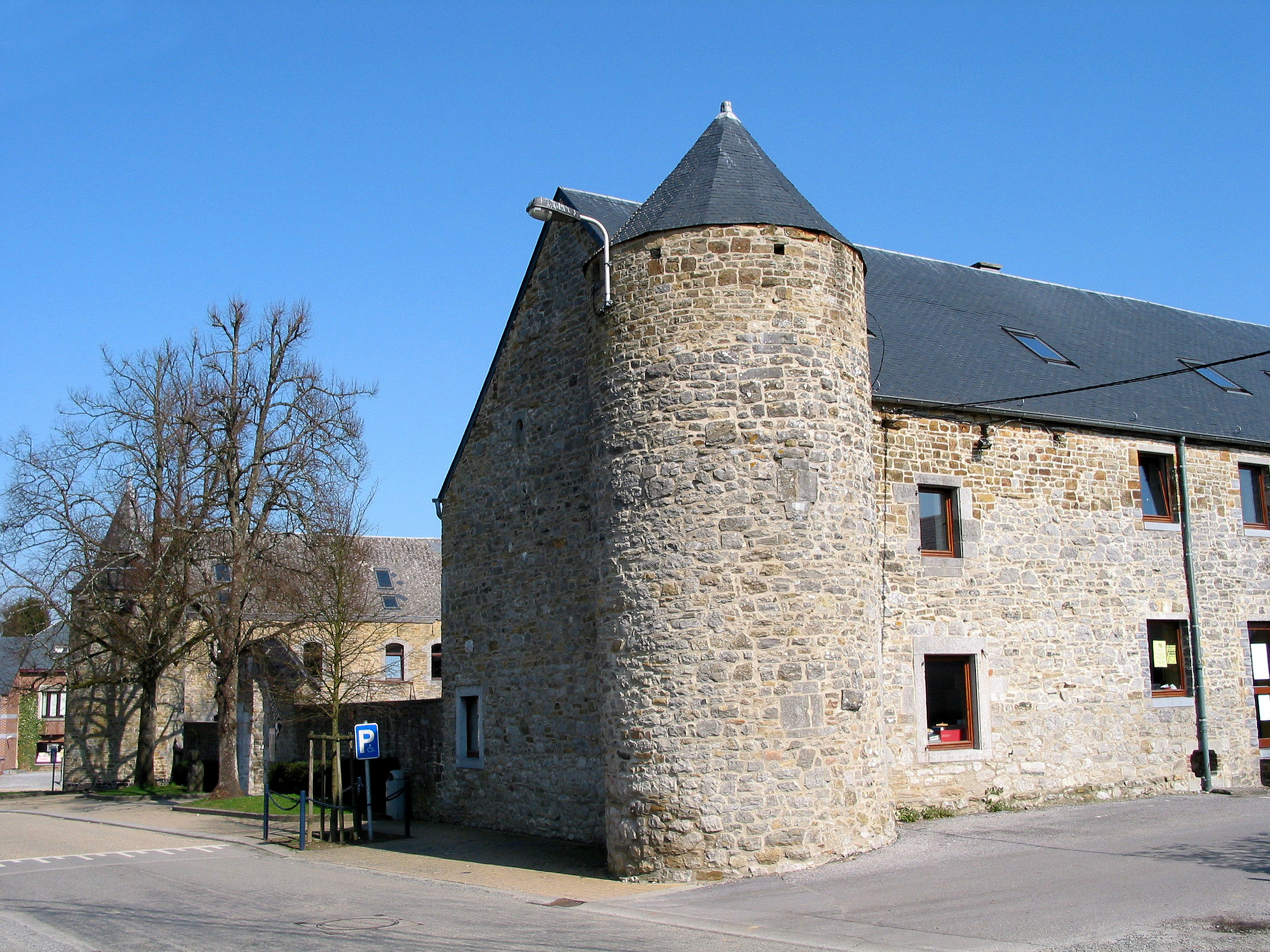
La ferme des Tilleuls

### Patrimoine architectural
- Liste du patrimoine immobilier classé de Havelange.
- La ferme des Tilleuls.

## Personnalité
- Benoît Cassart, député européen.